# District de Pfäffikon
Le district de Pfäffikon est un district du canton de Zurich en Suisse.

## Communes
| Nom               | N° OFS | Population (décembre 2022) |
| ----------------- | ------ | -------------------------- |
| Bauma             | 297    | +004 924,                  |
| Fehraltorf        | 172    | +006 791,                  |
| Hittnau           | 173    | +003 756,                  |
| Illnau-Effretikon | 296    | +017 564,                  |
| Lindau            | 176    | +005 723,                  |
| Pfäffikon         | 177    | +012 379,                  |
| Russikon          | 178    | +004 511,                  |
| Weisslingen       | 180    | +003 436,                  |
| Wila              | 181    | +002 043,                  |
| Wildberg          | 182    | +001 029,                  |
| Total             | Total  | +062 156,                  |